# Cycas lane-poolei
Cycas lane-poolei är en kärlväxtart som beskrevs av Charles Austin Gardner. Cycas lane-poolei ingår i släktet Cycas, och familjen Cycadaceae. IUCN kategoriserar arten globalt som livskraftig. Inga underarter finns listade i Catalogue of Life.